# Гефс, Фанни
Фанни Гефс, урожд. Изабелла Мария Франсуаза Корр (фр. Fanny Geefs; 1807, Брюссель — 1883, Схарбек) — бельгийская художница.

## Биография
Будущая художница родилась в семье выходцев из Ирландии. Живописью занималась с детства, затем училась рисунку в Брюсселе под руководством Франсуа-Жозефа Навеза. Писала портреты, её работы были посвящены также семейной и исторической тематике. Выполняла заказы бельгийской королевской семьи, в том числе сделала несколько портретов королевы Луизы Марии Орлеанской. После смерти Ф. Гефс коллекция её работ была приобретена бельгийской Королевской библиотекой.
В 1836 году художница вышла замуж за бельгийского графика Гийома Гефса. Два брата Ф. Гефс, Эрин Корр и Генри Корр, также были известными художниками и графиками.